# Prix Versailles 2019
A Prix Versailles 5. rendezvénye huszonegy építményt jutalmazott meg a világon hét kategóriában: campusok, állomások és megállók, sport, üzletek, plázák, hotelek, éttermek.

## Naptár
2019. május 14-én jelentették be a világ kiválasztottjait a campusok, állomások és megállók, sport kategóriáknak megfelelően.
2019. május 29-én hirdették ki a 71 kontinensdíjazottat az üzletek, plázák, hotelek, éttermek kategóriákban.
2019. július 16-án jelentették be a világi díjakat a campusok, állomások és megállók, sport kategóriákban.
Az UNESCO-ban 2019. szeptember 12-én tartották meg a világi ünnepséget, melynek során bejelentették a világi díjazottakat az üzletek, plázák, hotelek, éttermek kategóriában.

## A zsűri
| Név                             | Állás                                           | Nemzetiség         |
| ------------------------------- | ----------------------------------------------- | ------------------ |
| David Adjaye                    | Építész                                         | Egyesült Királyság |
| Ferran Adrià                    | Séf                                             | Spanyolország      |
| Francesco Bandarin (zsűrielnök) | Az UNESCO volt kulturális főigazgató-helyettese | Olaszország        |
| Iris van Herpen                 | Divattervező                                    | Hollandia          |
| Alondra de la Parra             | Karmester                                       | Mexikó             |
| Kazuyo Sejima                   | Építész                                         | Japán              |
| Philippe Starck                 | Alkotó                                          | Franciaország      |
| Thomas Vonier                   | Építészek Nemzetközi Szövetségének elnöke       | Egyesült Államok   |

## Díjazottak

### Világdíjazottak
Campusok
| Díj vagy minősítés | Megvalósítás                                 | Helység  | Ország | Építész vagy tervező         | Ország |
| ------------------ | -------------------------------------------- | -------- | ------ | ---------------------------- | ------ |
| Prix Versailles    | Skolkovoi Tudományos és Technológiai Intézet | Moszkva  | RUS    | Herzog & de Meuron           | CHE    |
| Belső Minősítés    | Chicagói Egyetem, Hongkong Campus            | Hongkong | CHN    | Revery Architecture          | CAN    |
| Külső Minősítés    | Barnard Főiskola, Miltstein Központ          | New York | USA    | Skidmore, Owings and Merrill | USA    |

Állomások és megállók
| Díj vagy minősítés | Megvalósítás                                   | Helység     | Ország | Építész vagy tervező          | Ország |
| ------------------ | ---------------------------------------------- | ----------- | ------ | ----------------------------- | ------ |
| Prix Versailles    | Yangcheng tó Turisztikai Közlekedési Központja | Szucsou     | CHN    | Kengo Kuma & Associates       | JPN    |
| Belső Minősítés    | Montpellier-Sud-de-France                      | Montpellier | FRA    | Marc Mimram                   | FRA    |
| Külső Minősítés    | Kenitra Állomása                               | Kenitra     | MAR    | Silvio d'Ascia / Omar Kobbité | FRA    |

Sport
| Díj vagy minősítés | Megvalósítás                 | Helység  | Ország | Építész vagy tervező       | Ország |
| ------------------ | ---------------------------- | -------- | ------ | -------------------------- | ------ |
| Prix Versailles    | Optus Stadion                | Perth    | AUS    | Cox Architecture / Hassell | AUS    |
| Belső Minősítés    | Louis Armstrong Stadion      | New York | USA    | Rossetti Architects        | USA    |
| Külső Minősítés    | Hangzhou Sports Park Stadion | Hangcsou | CHN    | CCDI Group / NBBJ          | CHN    |

Üzletek
| Díj vagy minősítés | Megvalósítás         | Helység   | Ország | Építész vagy dizájner | Ország |
| ------------------ | -------------------- | --------- | ------ | --------------------- | ------ |
| Prix Versailles    | MiCasa Vol.C         | São Paulo | BRA    | Studio MK27           | BRA    |
| Belső Minősítés    | Celine               | Miami     | USA    | Valerio Olgiati       | CHE    |
| Külső Minősítés    | Apple Piazza Liberty | Milánó    | ITA    | Foster + Partners     | GBR    |

Plázák
| Díj vagy minősítés | Megvalósítás            | Helység   | Ország | Építész vagy dizájner            | Ország |
| ------------------ | ----------------------- | --------- | ------ | -------------------------------- | ------ |
| Prix Versailles    | Coal Drops Yard         | London    | GBR    | Heatherwick Studio               | GBR    |
| Belső Minősítés    | Tianjin Luneng CC Plaza | Tiencsin  | CHN    | Benoy                            | GBR    |
| Külső Minősítés    | Prado                   | Marseille | FRA    | Benoy / Didier Rogeon Architecte | GBR    |

Hotelek
| Díj vagy minősítés | Megvalósítás          | Helység                | Ország | Építész vagy dizájner | Ország |
| ------------------ | --------------------- | ---------------------- | ------ | --------------------- | ------ |
| Prix Versailles    | Six Senses Bhutan     | Timpu - Paro - Punakha | BTN    | Habita Architects     | THA    |
| Belső Minősítés    | Niehku Mountain Villa | Riksgränsen            | SWE    | Stylt Trampoli        | SWE    |
| Külső Minősítés    | Capella Ubud          | Bali                   | IDN    | Bensley               | IDN    |

Éttermek
| Díj vagy minősítés | Megvalósítás           | Helység  | Ország | Építész vagy dizájner              | Ország |
| ------------------ | ---------------------- | -------- | ------ | ---------------------------------- | ------ |
| Prix Versailles    | Song's Chinese Cuisine | Kanton   | CHN    | Republican Metropolis Architecture | CHN    |
| Belső Minősítés    | Kyoto Hyoto            | Kiotó    | JPN    | Chiba Manabu Architects            | JPN    |
| Külső Minősítés    | Sundy Praia            | Príncipe | STP    | Didier Lefort Architectes Associés | FRA    |

### Világ kiválasztások

#### Campusok
| Megvalósítás                                    | Helység      | Ország | Építész vagy dizájner                  | Ország |
| ----------------------------------------------- | ------------ | ------ | -------------------------------------- | ------ |
| Klagenfurti Egyetem                             | Klagenfurt   | AUT    | balloon architekten / Maurer & Partner | AUT    |
| Chicagói Egyetem, Hongkong Campus               | Hongkong     | CHN    | Revery Architecture                    | CAN    |
| Barnard Főiskola, Miltstein Központ             | New York     | USA    | Skidmore, Owings and Merrill           | USA    |
| Stanford Egyetem, Denning House                 | Stanford     | USA    | Ennead Architects                      | USA    |
| School of Planning and Architecture, Vijayawada | Vidzsajavádá | IND    | MO-OF Architects                       | IND    |
| Skolkovoi Tudományos és Technológiai Intézet    | Moszkva      | RUS    | Herzog & de Meuron                     | CHE    |

#### Állomások és megállók
| Megvalósítás                                   | Helység     | Ország | Építész vagy dizájner         | Ország |
| ---------------------------------------------- | ----------- | ------ | ----------------------------- | ------ |
| Yangcheng tó Turisztikai Közlekedési Központja | Szucsou     | CHN    | Kengo Kuma & Associates       | JPN    |
| Helix tengeri körutazás terminálja             | Barcelona   | ESP    | Batlle i Roig Arquitectura    | ESP    |
| Montpellier-Sud-de-France                      | Montpellier | FRA    | Marc Mimram                   | FRA    |
| Kenitra Állomása                               | Kenitra     | MAR    | Silvio d'Ascia / Omar Kobbité | FRA    |
| Rabat-Agdal Állomása                           | Rabat       | MAR    | Youssef Melehi                | MAR    |
| Tanger-Város Állomása                          | Tanger      | MAR    | Youssef Melehi                | MAR    |

#### Sport
| Megvalósítás                | Helység      | Ország | Építész vagy dizájner       | Ország |
| --------------------------- | ------------ | ------ | --------------------------- | ------ |
| Optus Stadion               | Perth        | AUS    | Cox Architecture / Hassell  | AUS    |
| Hangzhou Sport Park Stadion | Hangcsou     | CHN    | CCDI Group / NBBJ           | CHN    |
| Édgar Rentería Stadion      | Barranquilla | COL    |                             |        |
| Louis Armstrong Stadion     | New York     | USA    | Rossetti Architects         | USA    |
| Nadzsaf Stadion             | Nedzsef      | IRQ    | Hellmuth, Obata + Kassabaum | USA    |
| Luzsnyiki Stadion           | Moszkva      | RUS    | SPEECH Tchoban & Kuznetsov  | RUS    |

### Kontinentális díjazottak

#### Afrika és Nyugat-Ázsia
Üzletek
| Díj vagy minősítés | Megvalósítás      | Helység | Ország | Építész vagy dizájner | Ország |
| ------------------ | ----------------- | ------- | ------ | --------------------- | ------ |
| Prix Versailles    | Rolex             | Dubaj   | ARE    |                       |        |
| Belső Minősítés    | Alexander McQueen | Dubaj   | ARE    | Smiljan Radić         | CHL    |
| Külső Minősítés    | Burma             | Dubaj   | ARE    | Atelier du Pont       | FRA    |

Plázák
| Díj vagy minősítés | Megvalósítás                | Helység     | Ország | Építész vagy tervező                   | Ország |
| ------------------ | --------------------------- | ----------- | ------ | -------------------------------------- | ------ |
| Prix Versailles    | The Avenues - Phase IV      | Kuvaitváros | KWT    | Gensler / Pace                         | USA    |
| Belső Minősítés    | Vadistanbul                 | Isztambul   | TUR    | iki design group / SOM                 | TUR    |
| Külső Minősítés    | Fashion Avenue - Dubai Mall | Dubaj       | ARE    | DP Architects / Kinnersley Kent Design | SGP    |

Hotelek
| Díj vagy minősítés | Megvalósítás            | Helység   | Ország | Építész vagy tervező | Ország |
| ------------------ | ----------------------- | --------- | ------ | -------------------- | ------ |
| Prix Versailles    | Abu Dhabi Edition Hotel | Abu-Dzabi | ARE    |                      |        |
| Belső Minősítés    | Kempinski Hotel Muscat  | Maszkat   | OMN    | Woods Bagot          | AUS    |
| Külső Minősítés    | Omaanda                 | Windhoek  | NAM    |                      |        |

Éttermek
| Díj vagy minősítés | Megvalósítás   | Helység  | Ország | Építész vagy tervező               | Ország |
| ------------------ | -------------- | -------- | ------ | ---------------------------------- | ------ |
| Prix Versailles    | All'Onda       | Dubaj    | ARE    | Clavel Arquitectos                 | ESP    |
| Belső Minősítés    | Hakkasan Dubai | Dubaj    | ARE    |                                    |        |
| Külső Minősítés    | Sundy Praia    | Príncipe | STP    | Didier Lefort Architectes Associés | FRA    |

#### Közép-és Dél Amerika, Karib-tenger
Üzletek
| Díj vagy minősítés | Megvalósítás                   | Helység   | Ország | Építész vagy dizájner | Ország |
| ------------------ | ------------------------------ | --------- | ------ | --------------------- | ------ |
| Prix Versailles    | MiCasa Vol.C                   | São Paulo | BRA    | Studio MK27           | BRA    |
| Belső Minősítés    | Espaço Colletivo + Casa Manual | São Paulo | BRA    | Galeazzo Design       | BRA    |
| Külső Minősítés    | Edificio Comercial Edwards     | Santiago  | CHL    |                       |        |

Plázák
| Díj vagy minősítés | Megvalósítás             | Helység    | Ország | Építész vagy tervező                  | Ország |
| ------------------ | ------------------------ | ---------- | ------ | ------------------------------------- | ------ |
| Prix Versailles    | Galería Convento         | Córdoba    | ARG    | Estudio Montevideo / Pablo Dellatorre | ARG    |
| Belső Minősítés    | nem kapott elismerést    |            |        |                                       |        |
| Külső Minősítés    | Ciudad Del Este Fase Uno | Curridabat | CRI    | Castillo Arquitectos                  | GTM    |

Hotelek
| Díj vagy minősítés | Megvalósítás             | Helység       | Ország | Építész vagy tervező | Ország |
| ------------------ | ------------------------ | ------------- | ------ | -------------------- | ------ |
| Prix Versailles    | W Panama                 | Panamaváros   | PAN    | Studio Gaia          | USA    |
| Belső Minősítés    | Accor Ibis Concept Plaza | São Paulo     | BRA    | FGMF                 | BRA    |
| Külső Minősítés    | Awasi Iguazú             | Puerto Iguazú | ARG    |                      |        |

Éttermek
| Díj vagy minősítés | Megvalósítás         | Helység      | Ország | Építész vagy tervező         | Ország |
| ------------------ | -------------------- | ------------ | ------ | ---------------------------- | ------ |
| Prix Versailles    | Tartuferia San Paolo | São Paulo    | BRA    | mf+arquitetos                | BRA    |
| Belső Minősítés    | The Nim Bar          | Buenos Aires | ARG    | Hitzig Militello arquitectos | ARG    |
| Külső Minősítés    | Masa                 | Bogotá       | COL    | Studio Cadena                | USA    |

#### Észak-Amerika
Üzletek
| Díj vagy minősítés | Megvalósítás                 | Helység  | Ország | Építész vagy dizájner | Ország |
| ------------------ | ---------------------------- | -------- | ------ | --------------------- | ------ |
| Prix Versailles    | Versace                      | Miami    | USA    | Curiosity             | JPN    |
| Belső Minősítés    | Celine                       | Miami    | USA    | Valerio Olgiati       | CHE    |
| Külső Minősítés    | Nike House of Innovation 000 | New York | USA    |                       |        |

Plázák
| Díj vagy minősítés | Megvalósítás             | Helység     | Ország | Építész vagy tervező       | Ország |
| ------------------ | ------------------------ | ----------- | ------ | -------------------------- | ------ |
| Prix Versailles    | Beverly Center           | Los Angeles | USA    | Studio Fuksas              | ITA    |
| Belső Minősítés    | Artz Pedregal            | Mexikóváros | MEX    | Sordo Madaleno Arquitectos | MEX    |
| Külső Minősítés    | The Landmark Guadalajara | Zapopan     | MEX    | Sordo Madaleno Arquitectos | MEX    |

Hotelek
| Díj vagy minősítés | Megvalósítás           | Helység               | Ország | Építész vagy tervező       | Ország |
| ------------------ | ---------------------- | --------------------- | ------ | -------------------------- | ------ |
| Prix Versailles    | Live Aqua Urban Resort | San Miguel de Allende | MEX    | AoMa Estudio               | MEX    |
| Belső Minősítés    | NoMad Hotel            | Los Angeles           | USA    | Studio Jacques Garcia      | FRA    |
| Külső Minősítés    | Solaz Los Cabos        | San José del Cabo     | MEX    | Sordo Madaleno Arquitectos | MEX    |

Éttermek
| Díj vagy minősítés | Megvalósítás                | Helység     | Ország | Építész vagy tervező   | Ország |
| ------------------ | --------------------------- | ----------- | ------ | ---------------------- | ------ |
| Prix Versailles    | Argentalia                  | Mexikóváros | MEX    | Faci Leboreiro         | MEX    |
| Belső Minősítés    | Starbucks Reserve Roastery  | New York    | USA    |                        |        |
| Külső Minősítés    | McDonald’s Chicago Flagship | Chicago     | USA    | Ross Barney Architects | USA    |

#### Közép- és Északkelet-Ázsia
Üzletek
| Díj vagy minősítés | Megvalósítás        | Helység | Ország | Építész vagy tervező | Ország |
| ------------------ | ------------------- | ------- | ------ | -------------------- | ------ |
| Prix Versailles    | Apple Cotai Central | Cotai   | CHN    | Foster + Partners    | GBR    |
| Belső Minősítés    | Guiyang Zhongshuge  | Kujjang | CHN    | X+Living             | CHN    |
| Külső Minősítés    | Valextra            | Csengtu | CHN    | Neri&Hu              | CHN    |

Plázák
| Díj vagy minősítés | Megvalósítás            | Helység   | Ország | Építész vagy tervező | Ország |
| ------------------ | ----------------------- | --------- | ------ | -------------------- | ------ |
| Prix Versailles    | Landmark Riverside Park | Csungking | CHN    | LWK + Partners       | CHN    |
| Belső Minősítés    | Tianjin Luneng CC Plaza | Tiencsin  | CHN    | Benoy                | GBR    |
| Külső Minősítés    | M·Cube                  | Peking    | CHN    | MVRDV                | NLD    |

Hotelek
| Díj vagy minősítés | Megvalósítás     | Helység  | Ország | Építész vagy tervező  | Ország |
| ------------------ | ---------------- | -------- | ------ | --------------------- | ------ |
| Prix Versailles    | The Morpheus     | Cotai    | CHN    | Zaha Hadid Architects | GBR    |
| Belső Minősítés    | Shang Ju Hotel   | Yingshan | CHN    | Si Han Design         | CHN    |
| Külső Minősítés    | The Middle House | Sanghaj  | CHN    | Lissoni Architettura  | ITA    |

Éttermek
| Díj vagy minősítés | Megvalósítás           | Helység        | Ország | Építész vagy tervező               | Ország |
| ------------------ | ---------------------- | -------------- | ------ | ---------------------------------- | ------ |
| Prix Versailles    | Song's Chinese Cuisine | Kanton         | CHN    | Republican Metropolis Architecture | CHN    |
| Belső Minősítés    | Kyoto Hyoto            | Kiotó          | JPN    | Chiba Manabu Architects            | JPN    |
| Külső Minősítés    | Greenhouse Restaurant  | Tian Fu Da Dao | CHN    |                                    |        |

#### Dél-Ázsia és Óceánia
Üzletek
| Díj vagy minősítés | Megvalósítás | Helység      | Ország | Építész vagy tervező                | Ország |
| ------------------ | ------------ | ------------ | ------ | ----------------------------------- | ------ |
| Prix Versailles    | Türanga      | Christchurch | NZL    | Architectus / Schmidt Hammer Lassen | DNK    |
| Belső Minősítés    | Escada Sport | Sydney       | AUS    | Studio MKZ                          | AUS    |
| Külső Minősítés    | Bulgari      | Kuala Lumpur | MYS    | MVRDV                               | NLD    |

Plázák
| Díj vagy minősítés | Megvalósítás         | Helység   | Ország | Építész vagy tervező | Ország |
| ------------------ | -------------------- | --------- | ------ | -------------------- | ------ |
| Prix Versailles    | Iconsiam             | Bangkok   | THA    | Urban Architects     | THA    |
| Belső Minősítés    | The Chanakya         | Új-Delhi  | IND    | Benoy                | GBR    |
| Külső Minősítés    | Eastland Town Centre | Melbourne | AUS    | acme                 | GBR    |

Hotelek
| Díj vagy minősítés | Megvalósítás       | Helység                | Ország | Építész vagy tervező               | Ország |
| ------------------ | ------------------ | ---------------------- | ------ | ---------------------------------- | ------ |
| Prix Versailles    | Six Senses Bhutan  | Timpu - Paro - Punakha | BTN    | Habita Architects                  | THA    |
| Belső Minősítés    | The Datai Langkawi | Langkawi               | MYS    | Didier Lefort Architectes Associés | FRA    |
| Külső Minősítés    | Capella Ubud       | Bali                   | IDN    | Bensley                            | IDN    |

Éttermek
| Díj vagy minősítés | Megvalósítás       | Helység   | Ország | Építész vagy tervező | Ország |
| ------------------ | ------------------ | --------- | ------ | -------------------- | ------ |
| Prix Versailles    | Six Senses Uluwatu | Bali      | IDN    | Blink Design         | THA    |
| Belső Minősítés    | Blossom            | Szingapúr | SGP    | Brewin Design Office | SGP    |
| Külső Minősítés    | Nocenco Cafe       | Vinh      | VNM    | VTN Architects       | VNM    |

#### Európa
Üzletek
| Díj vagy minősítés | Megvalósítás         | Helység  | Ország | Építész vagy tervező        | Ország |
| ------------------ | -------------------- | -------- | ------ | --------------------------- | ------ |
| Prix Versailles    | Apple Champs-Élysées | Párizs   | FRA    | Foster + Partners           | GBR    |
| Belső Minősítés    | Delvaux Le 27        | Brüsszel | BEL    | Vudafieri Saverino Partners | ITA    |
| Külső Minősítés    | Apple Piazza Liberty | Milánó   | ITA    | Foster + Partners           | GBR    |

Plázák
| Díj vagy minősítés | Megvalósítás    | Helység   | Ország | Építész vagy tervező             | Ország |
| ------------------ | --------------- | --------- | ------ | -------------------------------- | ------ |
| Prix Versailles    | Coal Drops Yard | London    | GBR    | Heatherwick Studio               | GBR    |
| Belső Minősítés    | WEZ             | Bärnbach  | AUT    | BEHF Architects                  | AUT    |
| Külső Minősítés    | Prado           | Marseille | FRA    | Benoy / Didier Rogeon Architecte | GBR    |

Hotelek
| Díj vagy minősítés | Megvalósítás                   | Helység     | Ország | Építész vagy tervező     | Ország |
| ------------------ | ------------------------------ | ----------- | ------ | ------------------------ | ------ |
| Prix Versailles    | Le Lutetia                     | Párizs      | FRA    | Wilmotte & Associés      | FRA    |
| Belső Minősítés    | Niehku Mountain Villa          | Riksgränsen | SWE    | Stylt Trampoli           | SWE    |
| Külső Minősítés    | Cugó Gran Macina Grand Harbour | Senglea     | MLT    | Edwin Mintoff Architects | MLT    |

Éttermek
| Díj vagy minősítés | Megvalósítás        | Helység | Ország | Építész vagy tervező           | Ország |
| ------------------ | ------------------- | ------- | ------ | ------------------------------ | ------ |
| Prix Versailles    | Motta Milano 1928   | Milánó  | ITA    | Collidanielarchitetto          | ITA    |
| Belső Minősítés    | Hôtel Fauchon       | Párizs  | FRA    | Atelier Paluel-Marmont         | FRA    |
| Külső Minősítés    | Le Pavillon Gabriel | Párizs  | FRA    | Bechu et Associés / Volume ABC | FRA    |

## Fordítás
Ez a szócikk részben vagy egészben  a   Prix Versailles 2019 című olasz Wikipédia-szócikk ezen változatának fordításán alapul.  Az eredeti cikk szerkesztőit annak laptörténete sorolja fel. Ez a jelzés csupán a megfogalmazás eredetét és a szerzői jogokat jelzi, nem szolgál a cikkben szereplő információk forrásmegjelöléseként.